# 6-Methylcumarin
6-Methylcumarin ist eine chemische Verbindung aus der Gruppe der Cumarinderivate (Methylcumarine).

## Gewinnung und Darstellung
6-Methylcumarin kann durch mehrere Verfahren hergestellt werden. So durch Kondensation von p-Kresoldisulfonsäure mit Fumarsäure in Gegenwart von Schwefelsäure, durch Kondensation des Aldehyds der 6-Hydroxy-m-toluylsäure mit Malonsäure in Gegenwart von Anilin, gefolgt von Erhitzen, um das Lacton zu bilden, oder die Reaktion von Salicylaldehyd mit Propionsäureanhydrid und Natriumpropionat.

## Eigenschaften
6-Methylcumarin ist ein farbloser Feststoff, der unlöslich in Wasser ist.

## Verwendung
6-Methylcumarin wird in Lebensmitteln als künstliches Waldmeister- oder Kokosnussaroma verwendet. Die Höchstmenge in verzehrfertigen Lebensmitteln ist mit 30 mg/kg festgelegt.

## Analytik
Zur zuverlässigen qualitativen und quantitativen Bestimmung von 6-Methylcumarin kommt nach angemessener Probenvorbereitung die Gaschromatographie mit Massenspektrometrie-Kopplung zum Einsatz.

## Sicherheitshinweise
6-Methylcumarin löst photoallergische Reaktionen aus.